# Filmkunstmesse Leipzig
Die Filmkunstmesse Leipzig ist eine, seit 2001 jährlich in Leipzig stattfindende, fünftägige Messe rund um das Thema Film.
Die Messe wird von der Arbeitsgemeinschaft Kino – Gilde deutscher Filmkunsttheater e. V. veranstaltet und richtet sich vorrangig an Kinobetreiber, Verleiher und Fachleute aus der Arthouse-Branche. Einmal im Jahr werden von Montag bis Freitag Filme – weit vor dem Start im deutschen Kino – gezeigt und in Diskussionen deren Potential und mögliche Marketingstrategien diskutiert. Außerdem finden Seminare und Workshops zu aktuellen Themen im Bereich der Filmkunst statt.
An den Abenden finden dem Publikum zugängliche Vorführungen ausgewählter Filme statt, die gleichzeitig als Testscreenings dienen. Seit 2005 können die Zuschauer außerdem aus den vorgeführten Filmen einen für den Filmkunstmesse-Publikumspreis auswählen. Der Verleih des gewählten Films erhält den Preis im Wert von 2.500 EUR.
Aufführungsorte sind Passage Kino, Schauburg Leipzig und Kinobar Prager Frühling.
Seit 2004 wird auf der Filmkunstmesse Leipzig auch der Gilde-Filmpreis verliehen.

## Preisträger Filmkunstmesse-Publikumspreis
- 2005: Eine andere Liga, Regie: Buket Alakuş, Deutschland 2004
- 2006: Der Geschmack von Schnee (Snow Cake), Regie: Marc Evans, USA 2006
- 2007: Frei nach Plan, Regie: Franziska Meletzky, Deutschland 2007
- 2008: Stilles Chaos (Caos Calmo), Regie: Antonello Grimaldi, Italien 2008
- 2009: Nord, Regie: Rune Denstad Langlo, Norwegen 2009
- 2010: Ein Mann von Welt (En ganske snill mann), Regie: Hans Peter Moland, Norwegen/Dänemark/Deutschland 2010
- 2011: Tage, die bleiben, Regie: Pia Strietmann, Deutschland 2011
- 2012: Der Verdingbub, Regie: Markus Imboden, Schweiz 2011
- 2013: Der blinde Fleck, Regie: Daniel Harrich, Deutschland 2013
- 2014: In meinem Kopf ein Universum (Chce się żyć), Regie: Maciej Pieprzyca, Polen 2013
- 2015: Unter Freunden (Entre amis), Regie: Olivier Baroux, Frankreich 2015
- 2016: Die Schlösser aus Sand (Les Châteaux de sable), Regie: Olivier Jahan, Frankreich 2015
- 2017: Hannah – Ein buddhistischer Weg zur Freiheit (Hannah: Buddhism untold Journey), Regie: Marta György-Kessler und Adam Penny, Großbritannien 2014
- 2018: The Guilty (Den skyldige), Regie: Gustav Möller, Dänemark 2018[1]
- 2019: Jenseits des Sichtbaren – Hilma af Klint, Regie: Halina Dyrschka, Schweden/Deutschland/Schweiz/UK 2019[2]
- 2020: Zwei Gewinner[3]

- Woman, Regie Anastasia Mikova und Yann Arthus-Bertrand, Frankreich 2019
- Contra, Regie Sönke Wortmann, Deutschland 2020

- 2021: Lunana – Das Glück liegt im Himalaya (Internationaler Titel: Lunana: A Yak in the Classroom), Regie: Pawo Choyning Dorji, Bhutan 2019[4]
- 2024: Element of Crime in Wenn es dunkel und kalt wird in Berlin, Regie: Charly Hübner, Deutschland 2024[5]